# Grand Prix Formule 1 van Zwitserland 1950
De Grand Prix Formule 1 van Zwitserland 1950 werd gehouden op 4 juni op het stratencircuit van Bremgarten in Bremgarten. Het was de vierde race van het seizoen.

## Uitslag
| Pos. | Nr. | Coureur               | Constructeur | Rondes | Tijd / Oorzaak uitval | Grid | Punten |
| ---- | --- | --------------------- | ------------ | ------ | --------------------- | ---- | ------ |
| 1    | 16  | Nino Farina           | Alfa Romeo   | 42     | 2:02:53.7             | 2    | 9S     |
| 2    | 12  | Luigi Fagioli         | Alfa Romeo   | 42     | + 0.4                 | 3    | 6      |
| 3    | 10  | Louis Rosier          | Talbot       | 41     | + 1 Ronde             | 10   | 4      |
| 4    | 30  | Prince Bira           | Maserati     | 40     | + 2 Rondes            | 8    | 3      |
| 5    | 34  | Felice Bonetto        | Maserati     | 40     | + 2 Rondes            | 12   | 2      |
| 6    | 32  | Toulo de Graffenried  | Maserati     | 40     | + 2 Rondes            | 11   |        |
| 7    | 2   | Nello Pagani          | Maserati     | 39     | + 3 Rondes            | 15   |        |
| 8    | 44  | Harry Schell          | Talbot       | 39     | + 3 Rondes            | 18   |        |
| 9    | 26  | Louis Chiron          | Maserati     | 39     | + 3 Rondes            | 16   |        |
| 10   | 4   | Johnny Claes          | Talbot       | 38     | + 4 Rondes            | 14   |        |
| 11   | 40  | Antonio Branca        | Maserati     | 35     | + 7 Rondes            | 17   |        |
| NF   | 14  | Juan Manuel Fangio    | Alfa Romeo   | 32     | Motor                 | 1    |        |
| NF   | 42  | Philippe Étancelin    | Talbot       | 25     | Versnellingsbak       | 6    |        |
| NF   | 8   | Eugene Martin         | Talbot       | 19     | Ongeluk               | 9    |        |
| NF   | 20  | Raymond Sommer        | Ferrari      | 19     | Ophanging             | 13   |        |
| NF   | 22  | Luigi Villoresi       | Ferrari      | 9      | Motor                 | 4    |        |
| NF   | 18  | Alberto Ascari        | Ferrari      | 4      | Oliepomp              | 5    |        |
| NF   | 6   | Yves Giraud-Cabantous | Talbot       | 0      | Ongeluk               | 7    |        |

## Statistieken
| Pole-position | Juan Manuel Fangio | Alfa Romeo | 2:42.1 |
| Snelste ronde | Nino Farina        | Alfa Romeo | 2:41.6 |

## Noot
- Dit was het Formule 1-Wereldkampioenschapsdebuut voor de Italiaanse coureurs Nello Pagani en Felice Bonetto, en de Zwitserse coureurs Toni Branca en Rudi Fischer.
- Dit was de eerste podiumplaats voor Louis Rosier en voor een Franse coureur.

1934 · 1935 · 1936 · 1937 · 1938 · 1939 · 1947 · 1948 · 1949 · 1950 · 1951 · 1952 · 1953 · 1954 · 1975 · 1982